# 岡田優佳
岡田 優佳（おかだ ゆうか、1993年11月10日 - ）は、日本の元子役タレントである。
京都府出身。劇団ひまわり所属。2000年からあっぱれさんま大先生にレギュラー出演。同番組出演前の幼少の頃から幾つかのテレビCMなどに出演していた。

## 主な出演
- テレビCM　ハナマルキ風味一番「スチル広告編」「一番の条件編」（2002年）
- バラエティ番組　やっぱりさんま大先生（1999年、フジテレビ）
- バラエティ番組 あっぱれさんま大先生（2000年　-　2003年、フジテレビ） - レギュラー出演
- コメディ番組 なんやモー目茶苦茶屋（2000年、朝日放送 収録：なんばグランド花月）
- CD Laugh and Peace「まさひこくん〜ちょっときいてな2」（2008年）